# Дадух
Даду́х (греч. δᾳδοῦχος, «факелоносец») — носильщик факела, один из четырёх жрецов-эпимелетов в Элевсинских мистериях; жрец древнегреческого культа Деметры (наряду с иерофантом). Происходили из рода Кериков. Дадухи руководили процессиями мистов с факелами, совершали над мистами обряды очищения и заведовали частными вопросами культа.
Дадухи участвовали в Панафинеях в Афинах, где руководили так называемыми «состязаниями в беге с факелами». Несение факела во время Элевсинских мистерий олицетворяло поиски Персефоны.